# ساروق (اراک)
ساروق، شهری در بخش ساروق از توابع شهرستان اراک، استان مرکزی است.
این شهر در ۴۰ کیلومتری شمال اراک واقع است. و زبان مردم فارسی با لهجه است.ولی در بعضی از مناطق روستایی ساروق زبان ترکی نیز رواج دارد.
بر اساس لغت‌نامه دهخدا در گذشته قصبه‌ای از دهستان ساروق بوده، آب آن از قنات و محصول آن ارزن –بنشن است و ۱۴۳۰ تن سکنه داشته‌است. آثار و اماکن قدیمی بسیاری دارد مانند امامزاده ۷۲ تن که دارای ۳ گنبد است که در یک زمان ساخته شده و تاریخ بنای آنها سال ۵۸۷ هجری قمری می‌باشد.
در تاریخ ۴ آذر ماه ۱۳۸۸ دولت با توجه به شرایط خاص جغرافیایی منطقه، با ایجاد شهر ساروق از توابع شهرستان اراک در استان مرکزی موافقت کرد. ساروق که قبل از این دِه بود، از این تاریخ در تقسیمات کشوری شهر محسوب می‌شود.

## جمعیت
این شهر در بخش ساروق قرار دارد و براساس سرشماری مرکز آمار ایران در سال ۱۳۹۵، جمعیت آن ۲۲۴۷ نفر (۶۵۱خانوار) بوده‌است.